# Передбачуваність
Передбачуваність — це певна ступінь, до якої можна зробити правильне передбачення чи прогноз стану системи, як якісно, так і кількісно.

## Передбачуваність та причинно-наслідковий зв'язок
Причинний детермінізм тісно пов'язаний з передбачуваністю. Ідеальна передбачуваність потребує суворого детермінізму, але відсутність передбачуваності не обов'язково свідчить про відсутність детермінізму. Обмеження передбачуваності можуть виникати через брак інформації або надмірну складність системи.
В експериментальній фізиці завжди існують помилки спостережень, що визначають такі змінні, як положення та швидкості. Тому ідеальний прогноз практично неможливий. Крім того, у сучасній квантовій механіці принцип невизначеності Вернера Гейзенберга обмежує точність, з якою можна знайти такі величини. Тому така ідеальна передбачуваність також теоретично неможлива.

### Демон Лапласа
Демон Лапласа — це вищий інтелект, який міг повністю передбачити єдине можливе майбутнє, враховуючи ньютонівські динамічні закони класичної фізики та досконале знання положень і швидкостей усіх частинок всесвіту. Іншими словами, якби можна було мати всі дані про кожен атом у Всесвіті з початку часів, можна було б передбачити поведінку кожного атома в майбутньому. Проте, незважаючи на віру в детермінізм, Лапласу не вдалося математично довести, що механіка дійсно є детермінованою. Його твердження ґрунтувалося на філософських принципах, таких як принцип достатньої причини та закон безперервності.

## В статистичній фізиці
Хоча другий закон термодинаміки може визначити рівноважний стан, до якого буде еволюціонувати система, та інколи можна передбачити стаціонарні стани в дисипативних системах, але не існує загального правила для прогнозування системчасової еволюції, віддалених від рівноваги, наприклад хаотичних, якщо вони не наближаються до стану рівноваги. Їх передбачуваність зазвичай погіршується з часом, і для кількісної оцінки передбачуваності можна виміряти швидкість розбіжності траєкторій системи у фазовому просторі (ентропія Колмогорова–Синая, показник Ляпунова).

## В математиці
У стохастичному аналізі випадковий процес є передбачуваним, якщо наступний стан можна дізнатися з поточного часу.
Теорія хаосу — це розділ математики, який вивчає системи, чутливі до початкових умов. Невелика зміна початкового стану може кардинально змінити розвиток системи. Це явище відоме як ефект метелика, який стверджує, що метелик, який махає крилами в Бразилії, може викликати торнадо в Техасі. Через цю чутливість до початкових умов передбачуваність будь-якої системи обмежена, адже неможливо знати всі деталі системи в даний момент. Хоча теоретично детерміновані системи, які вивчає теорія хаосу, можна передбачити, невизначеність у прогнозі експоненціально зростає з часом.
Як задокументованов дослідженнях Лоренца, три основні типи ефектів метелика включають: чутливу залежність від початкових умов, здатність крихітного збурення створювати організовану циркуляцію на великих відстанях гіпотетичну роль дрібномасштабних процесів у сприянні кінцевій передбачуваності. Ці три типи ефекту метелика, не зовсім однакові.

## У взаємодії людини та комп'ютера
У вивченні взаємодії людини з комп'ютером передбачуваність — це властивість прогнозувати наслідки дії користувача з урахуванням поточного стану системи.
Сучасний приклад взаємодії людини та комп'ютера проявляється в розробці алгоритмів комп'ютерного бачення для програмного забезпечення яке допомагає запобігти зіткненню в безпілотних автомобілях. Дослідники корпорації NVIDIA, Прінстонського університету та інших установ використовують глибинне навчання, щоб навчити комп'ютери передбачати подальші сценарії на дорозі на основі візуальної інформації про поточний і попередні стани.
Ще одним прикладом взаємодії людини з комп'ютером є комп'ютерне моделювання, яке використовує алгоритми для прогнозування людської поведінки. Яскравим прикладом є нещодавно розроблений MIT алгоритм, що з високою точністю прогнозує поведінку людей. Під час тестування на телешоу алгоритму вдалося з вражаючою точністю передбачити подальші дії персонажів. Алгоритми та комп'ютерне моделювання, подібні до цього, відкривають значні перспективи для розвитку штучного інтелекту.

## В обробці речень людиною
Лінгвістичне передбачення — це психолінгвістичне явище, що виникає, коли інформація про слово або іншу лінгвістичну одиницю активується до її фактичного вживання. Дослідження, що використовують ай-трекінг, події потенціалу та інші методи, свідчать про те, що окрім інтеграції наступного слова в контекст, сформований попередніми словами, користувачі мови за певних умов можуть намагатися передбачити наступні слова. Доведено, що передбачуваність впливає на обробку тексту, мовлення та мовну продукцію, а також на синтаксичне, семантичне та прагматичне розуміння.

## В біології
У вивченні біології, зокрема генетики та нейронауки, передбачуваність пов'язана з передбаченням біологічного розвитку та поведінки на основі успадкованих генів і минулого досвіду.
У науковому співтоваристві ведуться значні дебати щодо того, чи є поведінка людини повністю передбачуваною на основі її генетики. Такі дослідження, як дослідження в Ізраїлі, показали, що судді, швидше за все, винесуть м'якший вирок, якщо вони нещодавно споживали їжу. Окрім подібних випадків, було доведено, що люди краще пахнуть для тих, хто має додаткові гени імунітету, що призводить до більшої фізичної привабливості. Генетика може допомогти визначити, чи є у людини схильність до певних захворювань. Поведінкові розлади часто можна пояснити аналізом дефектів генетичного коду. Деякі вчені, досліджуючи подібні приклади, стверджують, що людська поведінка може бути передбачуваною. Їхні опоненти вважають, що генетика лише створює схильність до певних дій, а остаточний вибір, чи діяти так, чи ні, залишається за людиною і є проявом вільної волі.
Поведінка тварин, як правило, значно більш передбачувана, ніж людська, адже вона еволюціонувала під впливом природного відбору. Тварини розвили цілий спектр сигналів, таких як шлюбні крики, попередження про хижаків і комунікативні танці, для ефективного спілкування. Одним з яскравих прикладів такої вкоріненої поведінки є ховрах Белдінга, який використовує багатий набір криків, щоб попередити білок поблизу про хижаків. Якщо ховрах помітить хижака на землі, він видає трель після того, як добереться до безпечного місця. Цей сигнал спонукає білок, що знаходяться поблизу, стати на задні лапи, щоб краще оглянути місцевість і знайти хижака. При виявленні хижака в повітрі ховрах негайно видає довгий свист, ризикуючи собою, але чітко сигналізуючи білкам поблизу про необхідність негайно сховатися. Завдяки дослідженням і спостереженням вчені змогли детально вивчити подібні патерни поведінки та з високою точністю передбачити реакції тварин у певних ситуаціях.

## У масовій культурі
Вивчення передбачуваності людської поведінки часто стає предметом запеклих дискусій між двома групами: тими, хто вірить у повну свободу волі, і тими, хто вважає, що наші дії визначені наперед. Проте цілком ймовірно, що ні Ньютон, ні Лаплас не розглядали дослідження передбачуваності як пов'язане з детермінізмом.

## Погода та клімат
Оскільки зміни клімату та інші погодні явища стають все більш поширеними, передбачуваність кліматичних систем стає більш важливою. IPCC зазначає, що прогнозування детальних кліматичних змін на майбутнє є складним, але довгострокові прогнози клімату все ж таки можливі.

### Подвійна природа з чіткою передбачуваністю
Минуло більше 50 років з того часу, як в 1963 році Едвард Лоренц опублікував свою знакову статтю, де вперше було продемонстровано хаотичний характер погоди. Такий погляд відвертає нашу увагу від детермінізму Лапласа, що наголошує на закономірності, до нерегулярності, властивої хаосу. На відміну від однотипних хаотичних рішень, нещодавні дослідження з використанням узагальненої моделі Лоренца зосередились на співіснуванні хаотичних і регулярних рішень, які з'являються в одній моделі з однаковими конфігураціями моделювання, але різними початковими умовами. Ці результати, разом із співіснуванням атракторів, свідчать про те, що погода має подвійну природу хаосу та порядку, з певною ймовірністю передбачуваності.
Шен та його співавтори, використовуючи повільно змінний і періодичний параметр нагрівання в рамках узагальненої моделі Лоренца, запропонували переглянутий погляд на поведінку атмосфери. Цей погляд підкреслює, що атмосфера володіє подвійною природою, поєднуючи в собі хаос і порядок. Хаос проявляється в непередбачуваних явищах, таких як торнадо, а порядок — у повторюваних сезонних змінах.

### Весняний бар'єр передбачуваності
Весняний бар'єр передбачуваності — це період на початку року, коли прогнозування літньої погоди, пов'язаної з Ель-Ніньо–Південного коливання. Точна причина цієї складності досі невідома, хоча існує багато теорій. Одна з них полягає в тому, що це пов'язано з переходом ENSO, коли умови змінюються швидше, ніж зазвичай.

## В макроекономіці
Передбачуваність у макроекономіці визначається ступенем, до якого економічна модель точно відображає квартальні дані та визначає внутрішні механізми поширення цих моделей. Прикладами важливих макроекономічних показників США є рівень споживання, інвестиції, реальний ВНП і капітал. На передбачуваність економічної системи впливають діапазон прогнозу (короткостроковий чи довгостроковий) та мінливість оцінок. Математичні методи для оцінки передбачуваності макроекономічних трендів все ще перебувають у стадії розробки.